# アンモライト

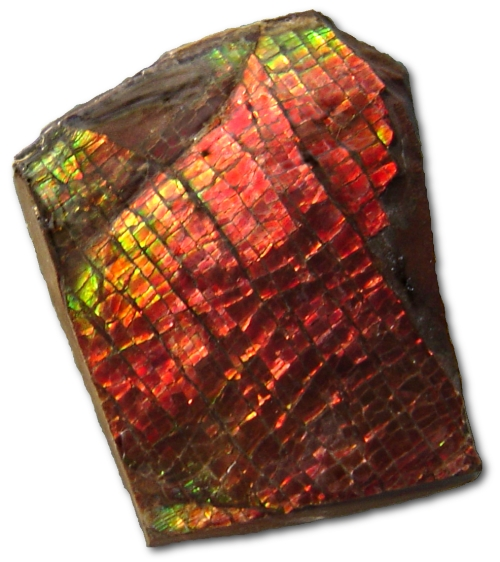
加工前のアンモライト。光の干渉によるイリデッセンスで赤や緑に光っている。「竜の皮」と呼ばれる模様がはっきり見えている

アンモライト (ammolite) は、アンモナイトの化石のうち、遊色効果を持った結晶質に置き換わった生物起源の宝石。主にアメリカ合衆国とカナダのロッキー山脈の東斜面にのみ産出する。1981年に世界宝石連盟はアンモライトを公式に宝石として認定した。2004年にはアルバータ州の州の宝石に定められた。
また、アンモライトはアーポアク（aapoak、カイナー族の言葉で「小さな這いずる石」）、宝石アンモナイト、カルセンティン、およびコーライトとしても知られている。後者は最初で最大のアンモライト生産会社である、アルバータを拠点とする採鉱会社コーライト社による商標である。

## 由来、特徴

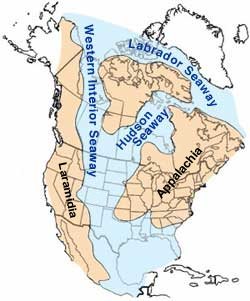
白亜紀の北アメリカ大陸の地図 中央部を南北に縦断する浅い海が存在した

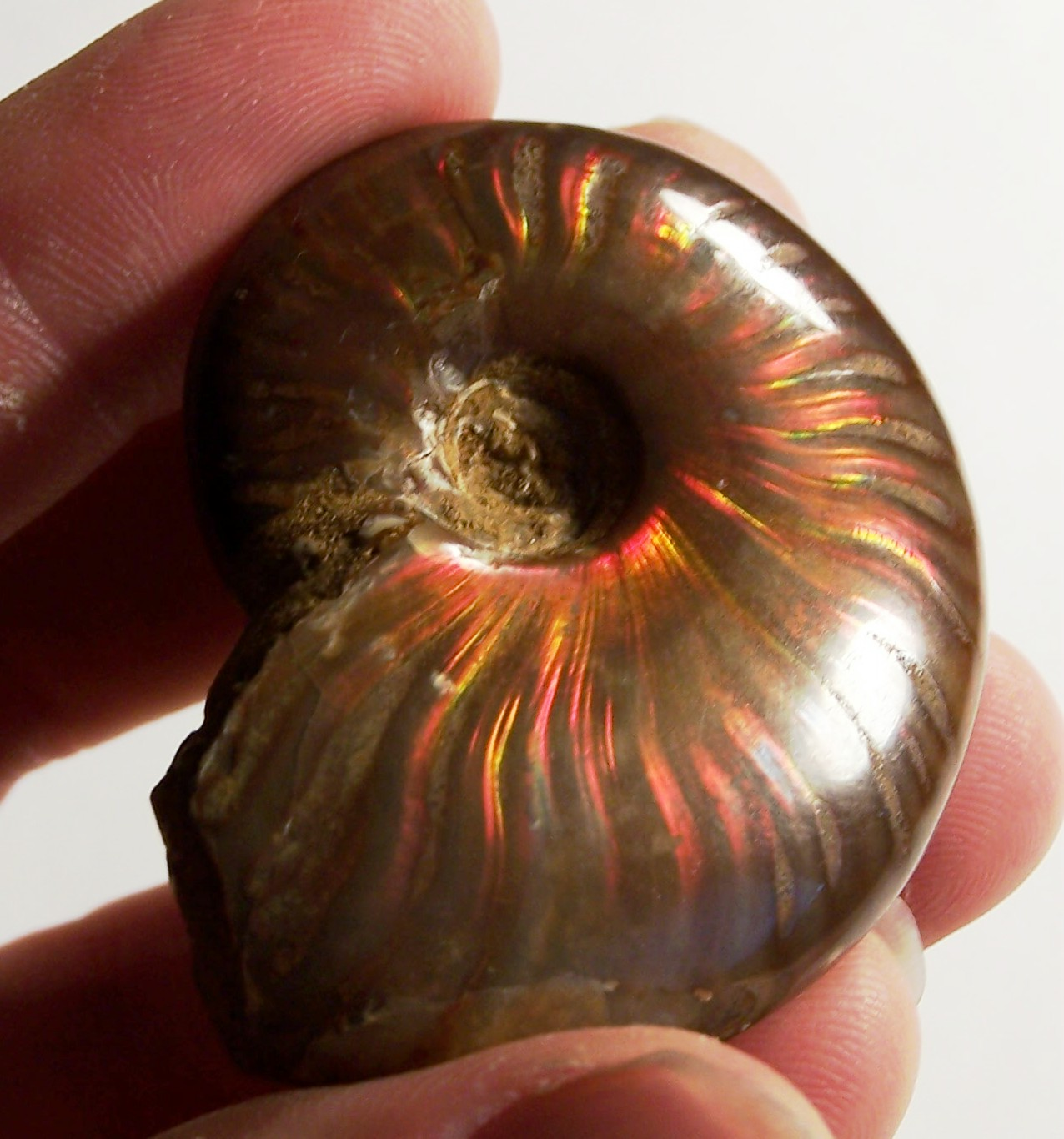
表面にイリデッセンスのあるアンモライト原石、マダガスカル産

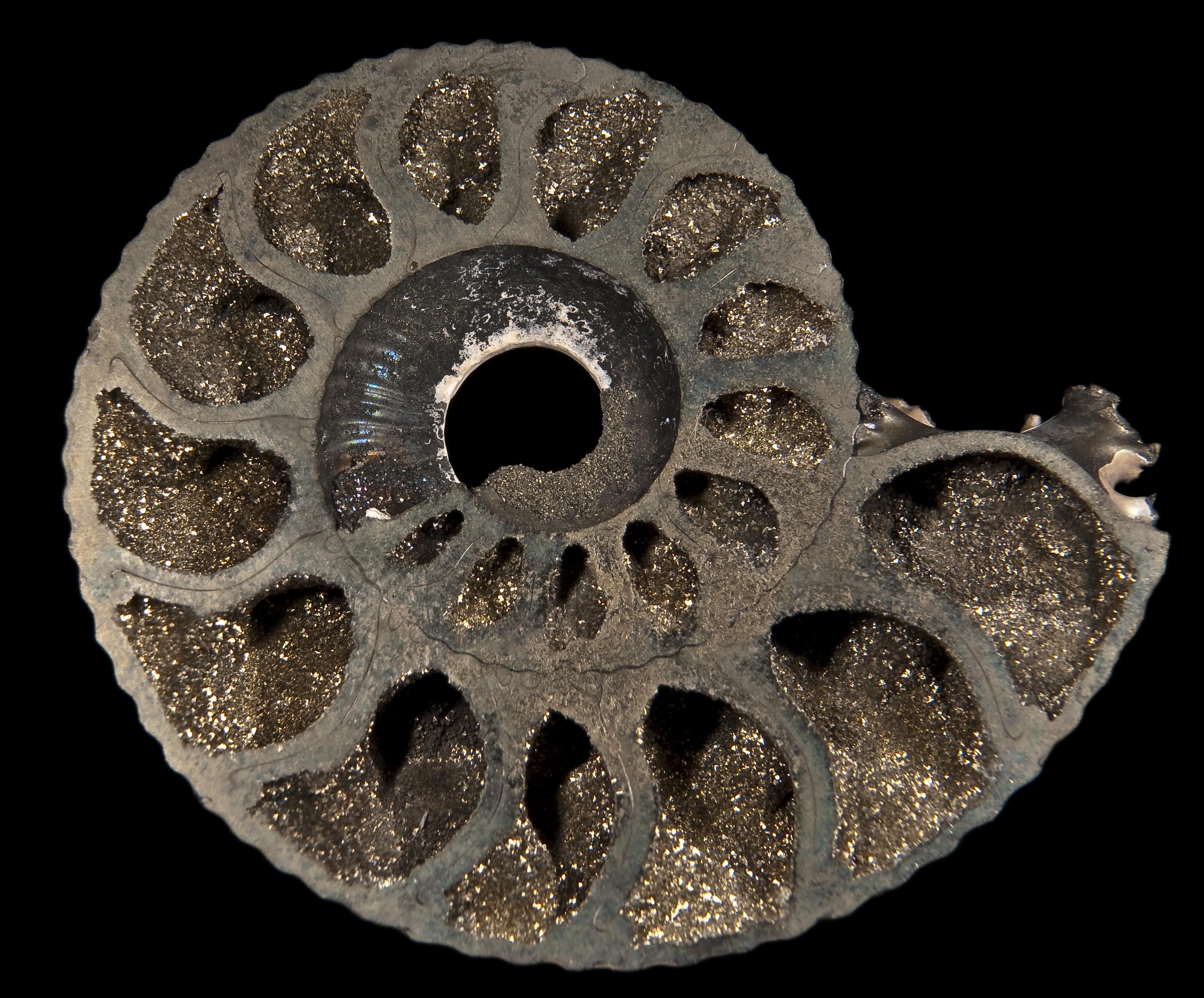
黄鉄鉱化しているアンモナイトの化石はアンモライトではない。フランス産

生物種としてのアンモナイトは頭足類、つまりイカのような生物が貝殻を持ったもので、熱帯の海に生息していた。商業的にアンモライトを産出している地域も、ロッキー山脈を境界とする亜熱帯の内海、今日では 西部内陸海路 として知られる地域だったところである。アンモライトとして産出するのは白亜紀初期に生息した円盤型の貝殻を持つで、en:Placenticeras meeki、en:Placenticeras intercalare、円柱状のen:Baculites compressusなどの種類である。近縁種といわれる現存するオウムガイを除き、中生代の終わりに恐竜などと共に絶滅した。産出地域では、海退とともに遺骸がベントナイト堆積物の層に堆積し、化石化していったと考えられている。
生きている貝類が成長させる貝殻はアラレ石と特殊なタンパク質から成り、独特な層状構造をもつ。これが化石化によって霰石の微細構造が変化して構造色を呈する。良質の標本では蛋白石のような虹色、特に緑色や赤色が見られるが、原理的には虹色のような全てのスペクトル色が観察される。この虹色は多くの宝石での屈折光とは異なり、霰石の構造が変化して薄い板状の積み重なった表面層に入った自然光が干渉して反射してきた光である。干渉光の波長は層厚と相関があり、層厚が厚ければより波長の長い赤色や緑色、層厚が薄ければ波長の短い青色、藍色となる。薄い層は脆く構造が安定した厚い層が多く残るため、赤色と緑色が最もよく見られる。発色は表面に近い、構造のみに由来するものであるため、面を新しく切り出しても発色はさほど劇的には現れない。研磨は宝石としての価値を高めるが、反射の方向と厚さを見定めて慎重に研磨する必要がある。
化石に見られる成分は霰石（真珠を形成するものと同じ）の他に多様な化学組成が見られ、方解石、シリカ、黄鉄鉱やその他の鉱物が含まれている。殻そのものは多くの微量元素：アルミニウム、ホウ素、クロム、銅、鉄、マグネシウム、マンガン、ストロンチウム、チタン、バナジウムを含む。結晶学的には斜方晶系である。モース硬度は 4.5-5.5 で、宝石としては非常に軟らかく、比重は 2.60-2.85 である。カナダの試料での屈折率（ナトリウム光、589.3 nm で測定）は、α1.522; β1.672-1.673; γ1.676-1.679; 二軸性負、紫外線の照射により、黄色の蛍光を放つものがある。
殻状のアンモライトそのものは非常に薄く、約0.5-0.8mmである。アンモライトは通常、灰色から茶色の頁岩、チョーク質の粘土、石灰岩などの母岩と共に産出する。凍結破砕作用はよく見られる。風雨に晒されたり、堆積物による圧密を受けることにより、ひびが入り、剥片化する。また、日照の長期被曝は白色化につながる。このひび割れは、「竜の皮」や「ステンドグラス」などと表現される市松模様の外観を呈する。より深部の鉱床から採掘されるアンモライトは完全に滑らかか、漣痕のような表面を持ち得る。 ベントナイトは殻の残存物の霰石を保存し、方解石への変質から防いだ。続成作用によって、殻は堆積物中に存在した微量元素、殆どは鉄とマグネシウム、によって満たされた。この鉄が緑色のもとになっている。
遊色効果は宝石のオパールにも見られることから「オパール化したアンモナイト」と表現される場合があるが、オパールは二酸化ケイ素を主成分とする鉱物の名前でありとは鉱物組成も異なり、この表現は正しくない。

## 産出と採鉱
アンモライトはカナダのアルバータからサスカチュワン州、米国のモンタナ州南部にまで至る Bearpaw 層にのみ見つかる。宝石として最も良質なアンモライトは南部アルバータのロッキー山脈東斜面の河川沿いに産出する。商業採鉱の殆どは、カードストンとレスブリッジの間と南の一帯、セントメリー川に沿って行なわれている。全アンモライト鉱床のうち、ほぼ半分はカイナー族の居留地に含まれており、ここの住民がアンモライト採鉱に果たしている役割は大きい。1979年の設立以来、コーライト社は主に居住区内で採鉱している。コーライト社はカイナー族と契約を結び、採鉱したエーカー数を基にカイナー族に採掘権を支払うことになっている。
化石としてのアンモナイトには時折、保存状態良好の完全なアンモナイト殻が発見される。螺旋状の線が形取り、全体的な形はオウムガイに似ている。これらの殻は直径90cmに達し得るが、アンモライトの場合は（黄鉄鉱化したものには大きいものがあるが）通常、遥かに小さい。 もともと貝殻を構成していた霰石が化石化で方解石や黄鉄鉱に置換されてしまうため、アンモライトをより貴重なものにしている。

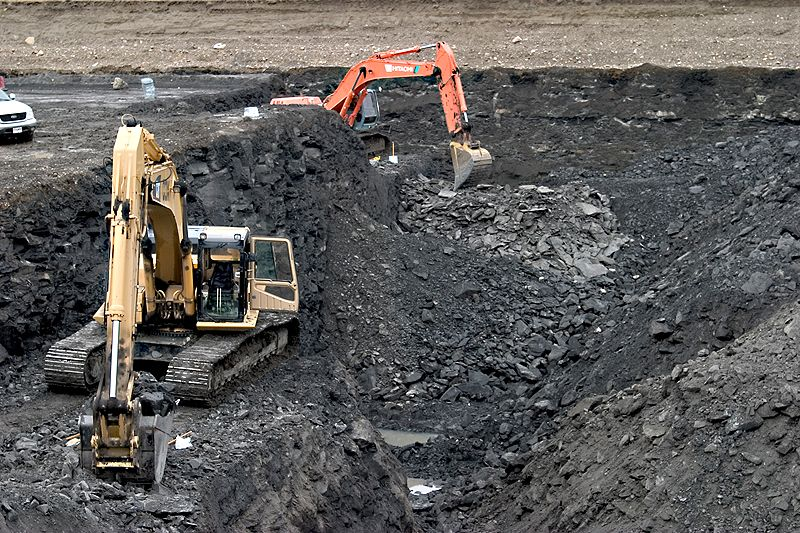
採鉱現場の様子 アルバータ州の露天掘りの現場

商業採鉱は機械化されているが、かなり単純である。バックホーを用いた浅い露天掘りが行なわれている。原岩は人手でも探鉱され、商業生産の一部は、地表で採集したものをコーライト社に売る個人の採鉱者によるものである。採掘されたアンモライトのうち、約5パーセントが宝石に適している。
アンモライト鉱床は幾つかの層に分かれている。最も浅い層は「Kゾーン」と呼ばれ、地下15メートルに始まり、30メートル続く。この層のアンモライトは菱鉄鉱の凝結物に覆われ、通常ひびが入っていて、クラッシュマテリアルと呼ばれる。これは最も一般的で、普通最も価値の低いアンモライトである。クラッシュマテリアルから20メートル下に「ブルーゾーン」と呼ばれる層が現れ、65メートル続く。この層のアンモライトは通常菱鉄鉱の凝結物よりもむしろ黄鉄鉱の薄い層に圧密を受けている。この物質はシートマテリアルと呼ばれる。この鉱床は地下深くに存在する為、あまり採鉱されない。そしてあまり破砕されていない為、より貴重なアンモライトとされている。
2003年現在、コーライト社はカイナー鉱床で30エーカーのみ採鉱を行なった。カイナー族との取り決めで、会社は枯渇した採掘場を埋め戻し、環境保全に努めなければならない。コーライト社は年間、150,000-200,000カナダドル程度、カイナー族の経済を潤している。会社は60人以上（多くはカイナー族の人々）雇用し、全世界の宝石アンモライトの90パーセントを生産している。この地域での採掘を希望する探鉱者はアルバータ州エネルギー庁とレンタル契約を行なう必要がある。鉱区のレンタルは不定期的に行なわれている。2004年現在、申請料は625カナダドルで、年間レンタル料は1ヘクタールにつき3.50カナダドルである。

## 宝石の品質
宝石アンモライトの品質は最高級品からAA、A+、A、A-、の順で等級付けられている。ただこの等級は標準化されていない為、売手によっては独自の等級が使用されている。アンモライトの等級、即ち価値は以下の基準で決められている。
原色の数
アンモライトには多くの色が見られ、自然界全てのスペクトル色にわたっている。赤色と緑色は、青色と紫色が脆いため、より一般的である。深紅色や菫色、金色のような色彩も原色の配合によってある程度見られるが、非常に貴重で高い需要を有している。最高級は、3つ以上の原色がほぼ等量含まれるか、1つか2つの明るい夕焼け色を持つもので、最低の等級は比較的鈍い色がほぼ全体を占めているものである。
遊色効果（クロマティックシフトとローテーションレンジ）
クロマティックシフトは異なる光の入射角による色の変化である。高い等級のものはこの変化が大きく、プリズムほどにもなるが、低い等級のものはほとんど変化を示さない。ローテーションレンジは試料を回転させたときに、遊色効果がどれだけ持続するかを示すものだが、最も良質のものは360度これが持続し、価値の低い石は指向性の大きい色を非常に狭いローテーションレンジ（90度以下）でのみ示す。中等級は240-180度である。
彩度
彩度と遊色効果は基本的に真珠光沢を発する殻がどれだけ良く保存されたかと、どれだけアラレ石の層が滑らかで規則的であるかに依存している。研磨の程度も一つの要素である。「竜の皮」裂罅は通常価値を落とす要因となる。最も高価なアンモライトはシートマテリアル型で、蛋白石の「ブロードフラッシュ」に類似した、幅広く曇りない色の広がりを持つ。高い等級のものでは母岩は隠れており、他の鉱物が割り込んでいたり、虹色効果を壊しているものは除かれる。
アンモライトの層の厚さも価格に重要な要素である。研磨の後、アンモライトは0.1-0.3mmの厚さしかない。非常に稀に、そして高価なものには、母岩のほんの一部ではあるが（1.5mmを超えない程度）、それのみで十分なほどの厚みを持ったものがある。しかしほとんどは補助的な仕上げを行なう必要がある。その他の処理もよく行なわれる。他の全ての要素も同様、処理が少なければ少ない程、アンモライト宝石の価値は高まる。カリブレット宝石は、加工に適した標準的な形状にした石であり、高値が付けられる。
アンモライトは最も貴重な有機宝石物質と考えられている。軟らかく、壊れやすく、限られた専門家のみが持つ特殊な処理技術を要する。大まかに、アンモライトは1カラットにつき30-65米国ドルで売買される。

## 模造品

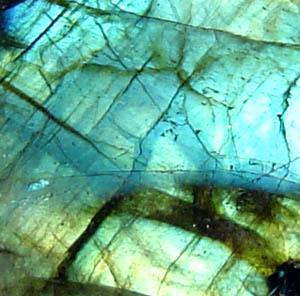
ラブラドライト アンモライトの模造品として使われる

アンモライトを模造するのは容易ではなく、めったに行われない。しかし、あまり詳しくない人には見分けがつかない程度には似ている物質も少しは存在する。ラブラドライト、遊色効果のある長石（これもカナダ産）、broad-flashの黒オパールがそれである。なお、ラブラドライトはカナダのラブラドル半島で発見された斜長石の一種で曹灰長石と呼ばれる石である。一定の方向に色の付いた閃光を放つ性質がある。フィンランド産のラブラドライトはスペクトロライトとも呼ばれる。
どれも完全に納得させられる代用品とはなりえず、黒オパールに至ってはアンモライトよりも価値が高い。実際、アンモライトはしばしば黒オパールの模造品として使われている。
よくあるガラスベースのオパール模造品であるslocum石は、上のものほど似てはいないが可能性はある。ラブラドライトの場合は、青または紫のものが普及性が高い。アンモライトでは遊色効果はわりと限定的であるのに対し、青、紫のラブラドライトおよびオパールにおいては、石全体にわたって虹色が見られる。slocum石では遊色効果は金モール状パッチの形をなす。
模造品では石は透明ないし特定の角度から見ると半透明なのだが、アンモライトは全体的に不透明であるから、見た目の構造もかなり違う。
地質学的にいうと、アンモライトは貝殻ベースの大理石に分類される。同じグループにはlumachellaまたは"fire marble"が含まれる。これは化石化したカキとカタツムリの殻でできた、アンモライトに似た遊色効果の大理石である。lumachellaはイタリアとオーストリアに産出するのだが、宝石として利用されることはほとんどなく、むしろ壁などの化粧仕上げの装飾かモザイクに使われる。lumachellaの遊色効果は断片的で、アンモライトの光沢ほどには鮮明ではない。こうした違いにもかかわらず、lumachellaはアンモライトと同義であると考えている人もいる。
主に青緑の遊色効果を持つアワビの貝殻は、模造品として最後の可能性である。これら腹足類は食用に商業的に養殖されているので、アワビの貝殻は安価で大量に入手できる。その貝殻の構造は特徴的である：青、緑、ばら色の波状の帯がコンキオリンのこげ茶色の帯で縁取られている。コンキオリンとは、貝殻を固めているタンパク質に富む物質。アワビ貝の光沢は磨かれたアンモライトのガラス状の光沢というよりも、むしろ絹状光沢であり、その色もアンモライトにはあまり似ていない。しかし、アワビ貝を染色し人造水晶の透明なキャップをかぶせることでアンモライトと同じ二重層構造を作ることは、既になされている。こうして出来た二重層はかなり見た目がそっくりになるので、模造オパールにも利用されている。拡大鏡で観察すると、ほとんどのアワビ貝二重層は特定のエリアに濃縮された染料と、貝殻-水晶の接合面に空気の泡が溜まっているのが観察される。

## 宝飾での使用

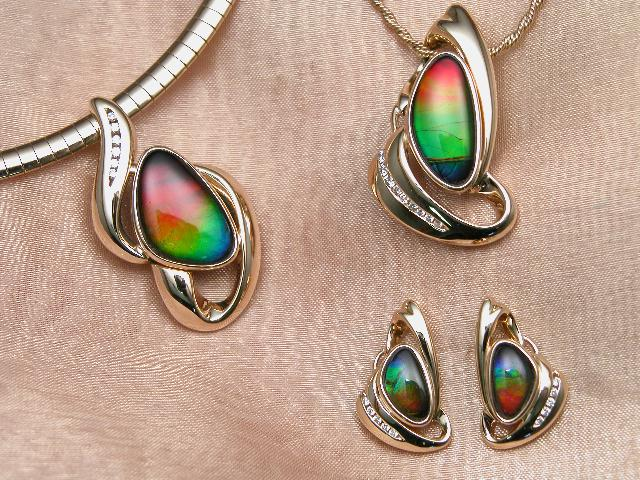
宝飾品としてのアンモライト 3つ以上の原色がほぼ等量含まれる最高級品をペンダントとイヤリングに加工したもの

他の宝石に比べると、アンモライトの使用は歴史が浅い。1969年に（限定的に）市場参入して以降、1970年代になるまで西洋では注目を集めなかった。ブラックフット族はアンモライトをイニスキム（iniskim; 「バッファローの石」）として知っていて、長い間護符としての魔力を持つと信じていた。特にバッファロー狩りを助け、追跡できる距離にいるバッファローを引き寄せると信じられていた。また、アンモライトには治癒力があると信じられ、儀式のときに使う medicine bundle に組み込まれていた。
1990年代の後半、風水がアンモライトを力のある石として取り上げ始めた。エネルギーすなわち「気」の流れを高め、幸福と解毒作用を強めるとされた。 "Seven Color Prosperity Stone" と命名され、風水実践者は、それぞれの色が身に着けた人にそれぞれ良い効果をもたらすと信じた。最ももてはやされたのは、ルビー赤、エメラルド緑、琥珀黄のコンビネーションで、これらの色がそれぞれ成長、知性、財産を高めると言われた。
アンモライトは通常、自由形のカボションとし、金を台座とし、アクセントにダイヤモンドを添える。デリケートな石なので、ペンダント、イヤリング、およびブローチとして用いるのに適する。指輪として用いる場合には固い保護キャップ、つまり三重層としての人造スピネルの一種を被せなければならない。程よく小さいサイズのよく磨かれたアンモライトは、宝飾品にはめこまれることもある。アンモライトの宝飾品を洗うときには、穏やかな石鹸とぬるま湯以外用いてはならない。超音波洗浄は避けなければならない。
日本はアンモライトの最大の市場である。恐らくは品薄が続くブラック・オパールの代用品、または前述の風水に使用するためであろう。それに次ぐ市場はカナダ他である。カナダでは、バンフ国立公園を訪れる観光客向けに加工品を売る工芸家と、宝石製造で用いられている。アメリカ合衆国の南西部では、ズニ族やその他アメリカ先住民の工芸家によって用いられている。
- Ammolite